# Marcel Iureș
Marcel Iureș (* 2. srpna 1951, Băilești) je rumunský filmový a divadelní herec.

## Životopis
Studoval na uměleckém institutu v Bukurešti v letech 1974 až 1978. Je obsazován v Rumunsku i zahraničí, hrál ve filmech i televizní produkci. Je prezidentem Anonimul International Film Festival a Ideo Ideis Festival.
Jeho první divadelní vystoupení proběhlo v divadle Bulandra v roce 1975 ve hře Ferma.

## Filmografie
- Aurel Vlaicu (1977)
- Vis de ianuarie (1978)
- Castle in the Carpathians (1981)
- Zemřít pro lásku k životu (1983)
- Sezonul pescăruşilor (1985)
- Domnişoara Aurica (1985)
- Vacanţa cea mare (1988)
- Un Bulgăre de humă (1989)
- Cei care plătesc cu viaţa (1991)
- Dub (1992)
- Somnul insulei (1994)
- Nezapomenutelné léto (1994)
- Interview s upírem (1994)
- Mission: Impossible (1996)
- The Peacemaker (1997)
- Faimosul paparazzo (1999)
- The Elite (2001)
- I Hope... (2001)
- Amen. (2002)
- Hartova válka (2002)
- Dracula the Impaler (2002) – dabing
- 3 păzeşte (2003)
- Cambridge Spies (2003) – televizní minisérie
- A Few Day's Adventures (2004)
- The Tulse Luper Suitcases, Part 2: Vaux to the Sea (2004)
- Po krk v extázi (2004)
- Jeskyně (2005)
- Góóól! (2005)
- Experiment (2005)
- Auta (2006) – Doc Hudson (rumunský dabing)
- Piráti z Karibiku: Na konci světa (2007)
- Youth Without Youth (2007)
- Zlodějská partie (2009)
- Tatăl fantomă (2011)
- Bez hranic (2013) – televizní seriál